# نبرد کرتسانیسی
نبرد کرتسانیسی نبردی بود که در ۱۷۹۵ میلادی (۱۱۷۴ خورشیدی) پس از مصالحه قره‌باغ و در منطقه کرتسانیسی تفلیس روی داد. این نبرد میان آقامحمدخان قاجار و ایراکلی دوم، پادشاه کارتلی-کاختی در تفلیس اتفاق افتاد. دلیل آن شورش در قفقاز بود که از دوره زندیه به بعد خود را تحت‌الحمایه روسیه تزاری می‌دانستند و با آن دولت هم‌پیمان شده بودند. نتیجه جنگ ویرانی کامل تفلیس و شکست پادشاهی کارتلی-کاختی بود.
آقامحمدخان پس از این پیروزی در سال ۱۷۹۶ میلادی در تهران به نام پادشاه ایران تاجگذاری کرد و سلسله قاجار را تأسیس کرد.
اگرچه قاجارها پیروز شدند و آقامحمدخان به قول خود به ایراکلی دوم وفادار ماند که اگر ایراکلی اتحاد با روسیه را لغو نکند و به‌طور داوطلبانه ولایت ایران را قبول نکند، به پادشاهی او حمله خواهد کرد. با وجود این که روسیه در معاهده ۱۷۸۳ گئورگیفسک رسماً اعلام کرده بود که پادشاهی ایراکلی را در برابر هرگونه اقدام جدید ایرانیان برای برقراری مجدد ولایت بر گرجستان محافظت می‌کند، اما جاه‌طلبی‌ و سیاست روسیه مهمترین دلایل روسیه برای عدم مداخله در نبرد کرتسانیسی بود. متعاقباً، برای از دست ندادن قدر و منزلت روسیه، کاترین دوم در سال ۱۷۹۶ حمله‌ای را علیه ایران آغاز کرد، اما مدت کوتاهی پس از مرگش پسرش ‌پاول یکم که به عنوان جانشین او آمد حمله به ایران رو لغو و ارتش روسیه از قلمرو ایران خارج شد. سالهای بعد همچنان آشفته بودند و به عنوان زمان آشفتگی شناخته می‌شد. برقراری مجدد حکومت ایران بر گرجستان مدت زیادی طول نکشید، زیرا شاه در سال ۱۷۹۷ در شوشی ترور شد و پادشاه گرجستان نیز یک سال پس از آن درگذشت. گرجستان ویران شده و بحران در حکومت مرکزی ایران به علت نامشخص بودن وارث بعدی تاج و تخت، راه را برای الحاق گرجستان به روسیه در چندین سال بعد توسط تزار پاول  یکم باز کرد.